# Molí d'Orcau
El Molí d'Orcau és un antic molí del terme municipal d'Isona i Conca Dellà situat en el poble de Figuerola d'Orcau, de l'antic terme del mateix nom.
Està situat al nord de la vila de Figuerola d'Orcau, a l'esquerra del riu d'Abella i al sud-oest de Basturs.